# End Times
End Times è l'ottavo album discografico in studio del gruppo musicale statunitense Eels, pubblicato nel gennaio 2010.

## Tracce
Testi e musiche di E.
1. The Beginning – 2:16
2. Gone Man – 3:00
3. In My Younger Days – 3:25
4. Mansions of Los Feliz – 2:50
5. A Line in the Dirt – 3:30
6. End Times – 3:00
7. Apple Trees – 0:40
8. Paradise Blues – 3:03
9. Nowadays – 3:10
10. Unhinged – 2:26
11. High and Lonesome – 1:07
12. I Need a Mother – 2:40
13. Little Bird – 2:34
14. On My Feet – 6:25

Durata totale: 40:06
EP aggiuntivo (edizione deluxe)
1. And Now for the End Times – 0:19
2. Some Friend – 2:42
3. Walking Cloud – 2:25
4. $200 Tattoo – 2:02
5. The Man Who Didn't Know He'd Lost His Mind – 2:36